# Яніс Мединьш
Яніс Мединьш (латис. Jānis Mediņš; 9 жовтня 1890, Рига — 4 березня 1966, Стокгольм) — латвійський композитор і диригент, один з основоположників латиської національної опери і балету.

## Біографія
Батько, Юріс Мединьш, був військовим музикантом в російській армії, грав на кларнеті. Брати, Язеп і Екабс, також стали композиторами.
У 1901—1908 роках навчався в Ризькому інституті музики Еміля Зіґерта в класах скрипки, віолончелі та фортеп'яно.
Дебютував в 1912 році.
Диригент оркестру Ризького латиського театру і Латиської опери (до 1928 року), в 1928—1944 роках був головним диригентом симфонічного оркестру та музичним керівником Латвійського радіо.
У 1921—1944 року викладав в Латвійській консерваторії, з 1929 року — професор.
З 1944 по 1948 рік жив в Німеччині, з 1948 року — в Стокгольмі, в 1965 році приїжджав на пів року в Ригу.

## Твори
- Вогонь і ніч (латис. Uguns un nakts)[3], опера, 1921 рік, друга редакція 1927,
- Боги і люди (латис. Dievi un cilvēki), опера, 1922 рік,
- Хлопчик з пальчик («Спрідітіс», латис. Sprīdītis), опера, 1927 рік
- Баловниця (латис. Luteklīte), опера, 1939 рік,
- Перемога любові (латис. Mīlas uzvara), балет, 1935 рік,
- Сталеві крила (латис. Tērauda sparni), балет, 1936 рік.
- Симфонія (1913)
- 4 оркестрові сюїти (1922, 1927, 1934, 1938)
- Симфонічні поеми «Іманта» (1924), «Блакитна гора» (1927)
- Концерт для фортеп'яно з оркестром (1928)
- Струнний квартет (1946)
- Вокальні та інструментальні мініатюри.

## Нагороди
- Командор ордена Трьох зірок
- Офіцер ордена Трьох зірок
- Орден Трудового Червоного Прапора (03.01.1956)